# ۱۴۴۷ (میلادی)
۱۴۴۷ (میلادی) یکی از سال‌های گاه‌شماری میلادی است.

## رویدادها
- ژانویه - با حصول توافق با پاپ اوژن چهارم، شاهزاده‌های امپراتوری مقدس روم در قبال دریافت برخی مزایا پذیرفتند دست از حمایت از فلیکس پنجم، ضدپاپ اهل ساووی بردارند و مشروعیت اوژن چهارم را تأیید کنند.
- ۶ مارس - دو هفته پس از مرگ اوژن چهارم، توماسو پرنتوچلی با نام نیکولاس پنجم به عنوان دویست و هشتمین پاپ کلیسای کاتولیک منصوب شد.
- ۱۶ مارس - آتش‌سوزی شبانه (احتمالا عامدانه) در شهر والنسیا که هفت ساعت به طول انجامید مرکز شهر از جمله چندین ساختمان تجاری و مسکونی را به تلی از خاکستر بدل کرد و دست کم ۱۰ تن را به کام مرگ کشاند.
- ۱۳ اوت - آغاز جنگ جانشینی بر سر حاکمیت دوک‌نشین میلان پس از مرگ فیلیپو ماریا ویسکونتی بدون وارث مذکر
- اکتبر - نیروی‌های شارل اول، دوک اورلئان که قصد تحقق ادعای شارل بر حاکمیت بر دوک‌نشین میلان داشتند، شکست سختی از نیروهای دولت موسوم به جمهوری طلایی آمبروزی خورده و فرمانده آن‌ها به اسارت درآمد.
- دسامبر:
  - ولاد دوم، حاکم والاچیا که از ترس مهاجمان مجار از پایتخت گریخته بود، به همراه پسر ارشدش کشته شد. یانوش هونیادی، پادشاه مجارستان ولادیسلاو دوم را به جای او گماشت.
  - جنگ یک ساله بین اتحادیه لژه حاکم بر آلبانی و جمهوری ونیز بر سر شهر دانیوم (حوالی وائو دجس کنونی) آغاز شد.
- رومن دوم با حمایت لهستان با به قتل رساندن استفان دوم خود بر تخت سلطنت مولداوی تکیه زد.
- ازدواج ژان، دختر شارل هفتم پادشاه فرانسه و ژا، دوک بوربون

## زادگان
- ۱ فوریه - ابرهارد دوم، کنت و بعدها دوک وورتمبرگ
- ژوئیه - جلال‌الدین بن هبةالله، قاضی، فقیه و شاعر شامی
- ۳ دسامبر - بایزید دوم، هشتمین سلطان امپراتوری عثمانی
- ۹ دسامبر - چنگ‌هوا، نهمین پادشاه امپراتوری مینگ
- ۱۵ دسامبر - آلبرخت چهارم، دوک باواریا
- فیلیپ دو کومین، مقاله‌نویس و مورخ فرانسوی
- تاریخ احتمالی - جووانی آنتونیو آمادئو، مجسمه‌ساز، مهندس، و معمار ایتالیایی

## درگذشتگان
- ۲۳ فوریه - اوژن چهارم، دویست و هفتمین پاپ کلیسایی کاتولیک (ز. ۱۳۸۳ میلادی)
- ۱۳ مارس - شاهرخ، پادشاه امپراتوری تیموری
- ۱ مه - لودویگ هفتم، دوک باواریا
- ۶ ژوئیه - آنتونیو مارتینس دو چاوز، کاردینال کلیسای کاتولیک و اسقف پورتو
- ۱۳ اوت - فیلیپو ماریا ویسکونتی، دوک میلان
- دسامبر - ولاد دوم، حاکم والاچیا
- استفان دوم، حاکم مولداوی
- جاکومو دوم، دوک ناکسوس (ز. ۱۴۲۶ میلادی)
- شهاب الدین بن المجدی، منجم و ریاضی‌دان مصری (ز. ۱۳۵۹ میلادی)
- تاریخ احتمالی - ماسولینو دا پانیکال، نقاش ایتالیایی

‎